# لوزنا (بانوفيتشي)
لوزنا (بالبوسنوية: Lozna)‏ هي قرية في البوسنة والهرسك. وهي تقع في بلدية بانوفيتشي التابعة لكانتون توزلا في اتحاد البوسنة والهرسك. طبقا لنتائج تعداد البوسنة عام 2013 فقد كان عدد سكانها 173 نسمة.

## التركيبة السكانية

### التطور التاريخي للسكان
| 1961 | 1971 | 1981 | 1991 | 2013 |
| ---- | ---- | ---- | ---- | ---- |
| 1173 | 1201 | 1222 | 1246 | 173  |

## وصلات خارجية
- Maplandia (بالإنجليزية)